# Thea Červenková
Thea Červenková, či Tea Červenková, křtěná Terezie (17. května 1878 Praha – 1961 či 1957? São Paulo), byla česká filmová režisérka (druhá po Olze Rautenkranzové), scenáristka, žurnalistka, spisovatelka a autorka divadelních her.

## Život

### Rodinný život
Narodila se 17. května 1878 v Praze na Novém Městě ve Školské ulici č. 687/13 v rodině řezníka Václava Červenky (1845–1922) a jeho manželky Žofie, rozené Barochovské (1848–1915), pokřtěna byla jménem Terezie. Měla bratra Václava (1880–1956), který se později vystěhoval do Brazílie (zemřel v São Paulu), a několik dalších sourozenců, kteří zemřeli v dětském věku. Její otec byl místopředsedou Prvního spolku ku podporování řezníků královského hlavního města Prahy. Už v roce 1915 rodině patřil dům v Klicperově (dnešní Záhřebské) ulici č. 634/13 na Královských Vinohradech (na jehož dvorku byly později natočeny i mnohé Červenkové filmy).
Dne 30. června 1897 se Terezie Červenková v Praze u sv. Havla provdala za inženýra a továrníka v Košířích Františka Císaře (1867–???). Syn Václav se jim narodil 26. září 1900. Manželství bylo rozvedeno od stolu a lože v roce 1901 a rozloučeno v roce 1918. Se synem žila sama, František Císař se totiž vystěhoval nejprve do Ruska, kde byl již v říjnu 1900, a pak do Brazílie (v roce 1903 přebýval v Porto Alegre), kde se v Riu de Janeiru v roce 1908 znovu oženil.
V letech 1910–1913 byla v policejních přihláškách v pražské aglomeraci zapsána jako Terezie Císařová-Dvorská (rozená Červenková, dramatická umělkyně), vždy byla přihlášena sama. Veřejně známá byla jako Tea (Thea) Červenková, křestní jméno též uváděla jako Zíňa či Ziča. V letech 1913–1914 se v tisku podepisovala též jako Tea Červenková-Dvorská.

### Žurnalistka, dramatička a divadelní režisérka
V roce 1902 byla zaměstnáním uváděna jako modistka, později jako operní zpěvačka. Umělecké vzdělání údajně získávala i v cizině, mj. ve Vídni u režiséra Maxe Reinhardta. Dramatickému umění pak v Praze nejpozději od roku 1915 i sama vyučovala (česky i německy).
Od roku 1913 jí Český denník a Národní politika uveřejňovaly fejetony. Lidové noviny ji v roce 1918 označily za „známou fejetonistku“.
Zasazovala se o rozvoj českého divadla. V roce 1915 uvedlo pražské divadlo Urania její adaptaci románu Hřích paní Hýrové od Václava Štecha, kterou sama režírovala. Totéž divadlo uvedlo v roce 1916 její tříaktovou komedii Požár továrny; uváděly se tehdy již i další její hry Babička a Komedie. V roce 1915 působila jako režisérka souboru „Česká činohra“, se kterým realizovala Tylovu veselohru o třech aktech Děvče z předměstí aneb Všecko přijde najevo (v Pištěkově Lidovém divadle na Královských Vinohradech), drama O lásku od Antonie Fischerové z prostředí slepeckého ústavu (tamtéž), dvouaktovou kratochvíli Lupičem z přinucení od Quida Maria Vyskočila (hotel Palace) a rozmarnou aktovku Stará paní od Ladislava Mattuše (tamtéž).

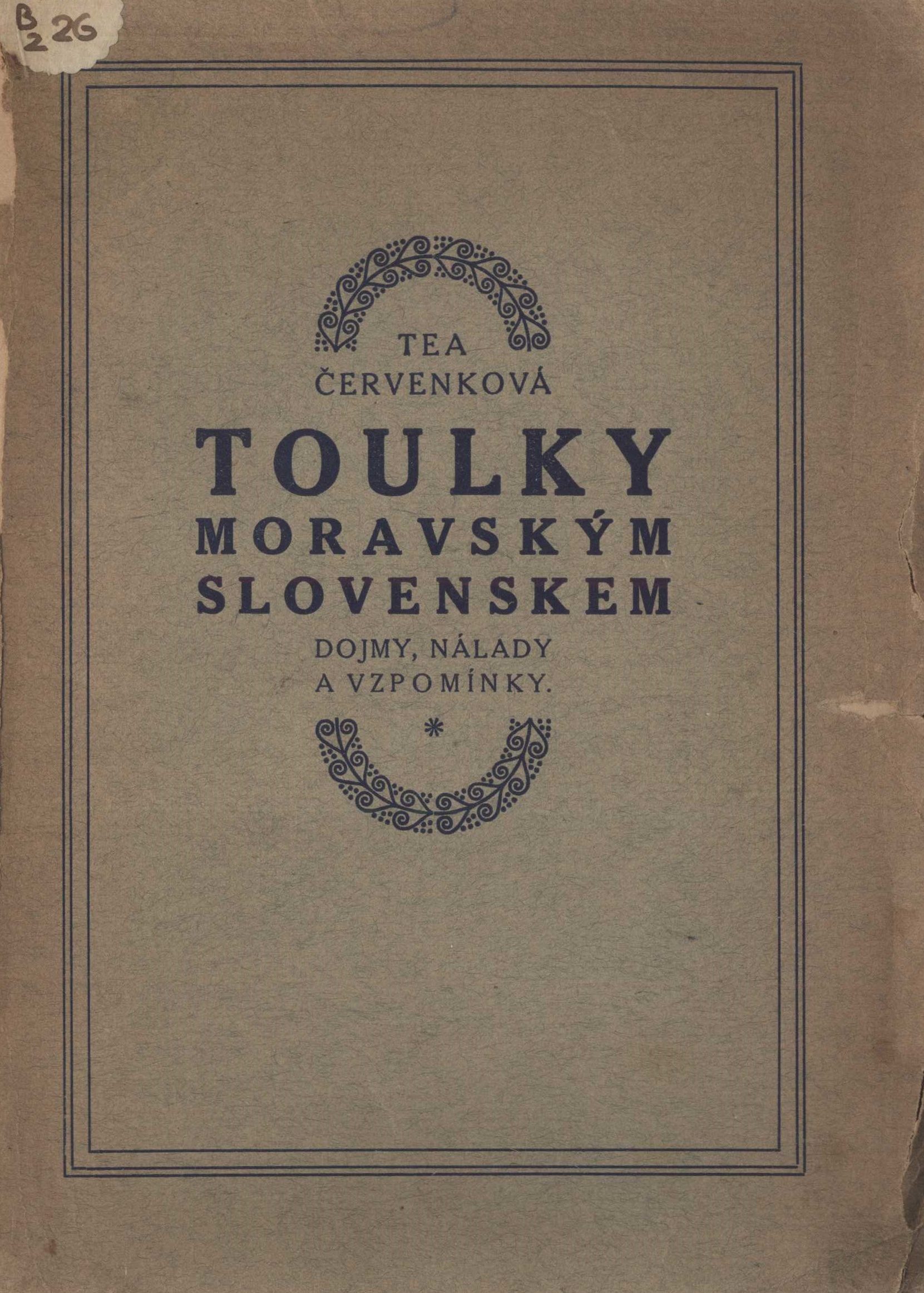
Toulky moravským Slovenskem

V roce 1917 vyšel její vzpomínkový vlastenecký cestopis Toulky moravským Slovenskem, který byl kritikou přijat přívětivě. V knize vylíčila své dojmy, nálady a vzpomínky z letního pobytu v roce 1916 na Slovácku v Blatnici pod Svatým Antonínkem a návštěv Brna, Svatého Antonínka, Hodonína, Těšic, Hroznové Lhoty, Velehradu, Uherského Hradiště, Tasova, Velké nad Veličkou, Javorníka, Skalice, Olomouce a Svatého Hostýna. Ještě v roce vydání utrpěla publikace zpětným zásahem válečné cenzury, která autorčino užití pomístního názvu „Cesta hříšníků“ na Hostýně v souvislosti s návštěvou Františka Josefa I. považovala za urážku členů císařského rodu.

### Začátky ve filmu a společnost Slaviafilm
V roce 1916 ji tisk uvedl jako autorku myšlenky, podle které by cizina měla být seznamována s díly české literatury prostřednictvím filmu (tuto myšlenku realizovala např. v roce 1921 filmem Babička). V lednu 1917 ve fejetonu poukázala na to, že dílům zahraniční literatury se postupně dostává filmové dramatizace, nicméně i v českých zemích už se prý „cosi zvolna kutí“. Prokazatelné počátky filmové práce Tey Červenkové se řadí do roku 1918.
V červnu 1918 založila Tea Červenková spolu s kinooperátorem Josefem Brabcem, který se stal technickým ředitelem, kinematografickou společnost Slavia (též Slaviafilm). Červenková se věnovala umělecké stránce. Ve Slavii měly vzniknout první pokusné filmy Náměsíčník a Monarchistické spiknutí v Praze.
Slavia se nevyhnula politickým potížím. V roce 1918, kdy Červenková natáčela na pražském Staroměstském náměstí převratové události, upadla v podezření, že chtěla aranžovat scény, které by Čechy ostouzely, a předat je rakouským společnostem. Červenková tento úmysl popřela. (Snímek se nedochoval.) V říjnu 1918 společnost prodala.
Když byla v důsledku revolučních událostí 3. prosince 1918 provedena domovní prohlídka u emauzského opata Albana Schachtleitera (později byl z Prahy vyhnán), byla Thea Červenková označena za jeho „důvěrnou sekretářku“. Noviny přinášely tvrzení o tom, že do časopisu Hlas národa psala fejetony pod pseudonymem „Dagmar“ a honorář za ně dostávala zprostředkovaně právě od Schachtleitera. Měsíc předtím měla být propuštěna z pozice redaktora listu Union, prý v souvislosti s prodejem Slavie rakouskému podnikateli. Nato měla odjet na Slovensko a snad dále do Pešti, kde jí zaměstnání nabídly německo-maďarské noviny. Převor kláštera se písemně ohradil proti vysloveným nařčením včetně toho, „že spisovatelka T. Červenková-Dvorská byla kdy sekretářkou neb něčím podobným u opata Albána“.
Natočením filmu Byl první máj společně s kameramanem Josefem Brabcem pro Slaviafilm se v roce 1919 stala druhou českou filmovou režisérkou. Do jednoduchého děje o mladíkovi snícím před schůzkou s milou se jí podařilo angažovat pozdějšího režiséra Svatopluka Innemanna, jeho matku, operní zpěvačku Ludmilu Innemannovou, a komika Josefa Švába-Malostranského.

### Výrobna filmů Filmový ústav
Poté, co se Slavia stala výhradně filmovou půjčovnou, provozovala Červenková v letech 1920 až 1923, společně s Janem Brabcem, na Královských Vinohradech vlastní výrobní firmu Filmový ústav, která zahrnovala výrobnu, malý filmový ateliér a laboratoř. Tam mezi jiným poprvé zfilmovala novelu Boženy Němcové Babička (1921).
Ve Filmovém ústavu debutoval i režisér Václav Wasserman (Kam s ním, 1922) a z jeho produkce vzešly i dokumentární a kulturní snímky (např. o Karlu Havlíčku Borovském).

### Další osudy
Činnost Filmového ústavu skončila v roce 1923, když opustila Československo. O jejím dalším životě nejsou prozatím dohledány spolehlivé zdroje; literatura uvádí bez dalších podrobností a zdrojů jako místo jejího pobytu a úmrtí brazilské São Paulo, jako rok úmrtí 1961 či někdy 1957. List Národní politika, do kterého přispívala v době svého pobytu v Praze, otiskl její reportáže z významných událostí roku 1928 v Riu de Janeiru a v São Paulu, což potvrzuje její pobyt v Latinské Americe.

## Angažovanost v jiných oblastech
Během první světové války se Tea Červenková zapojovala do činnosti českých ženských spolků, přátelila se s jejich organizátorkou Libuší Bráfovou a její rodinou. Působila ve výboru družstva Svéráz – Hospodářské družstvo pro svéráz krojový a bytový (působení doloženo v letech 1915–1918), ve společnosti dalších dam jako byly Anna Slavíková, Valérie Hachlová-Myslivečková, Anna Jehličková, A. Prencová, A. Nesá, slečna Rosenbergová, Marie Hoppe-Teinitzerová, paní Nekvasilová, Marie Farská, Marie Havelková, Božena Hamerová, Růžena Houšková-Tillnerová či Doubravka Hlaváčová. Na charitativním večeru na památku Marie Červinkové-Riegrové (sestry Libuše Bráfové) v lednu 1916 přednesla Červenková životopis zesnulé a předčítala z jejích zápisků z národní pouti na Velehradě v roce 1885, kterou navštívila se svým otcem, F. L. Riegrem. Činnost Svérázu inspirovala její vlastní studijní cestu na Slovácko a některá další místa Moravy v létě 1916, z níž v roce 1917 vydala vzpomínkovou knihu, kterou věnovala památce své matky, „upřímné vlastenky“. Propagaci cestopisů Marie Červinkové-Riegrové se Tea Červenková věnovala i po návratu z cesty.
V listopadu 1914 podepsala (podpis T. Červenková-Dvorská) spolu s předními osobnostmi jako T. G. Masaryk, Ladislav Šaloun, Josef Thomayer, František Úprka a dalšími výzvu k podpoře fondu ve prospěch českých literátů, žurnalistů a výtvarníků. Za tímto účelem také v létě 1915 spolu s Karlem Hašlerem, Ottem Boleškou, V. Lukavským, Ladislavem Šalounem, K. V. Muttichem, Otakarem Štáflem a Karlem Štapferem sestavili, z části napsali a nacvičili v cirkuse Koruna představení zorganizované výborem vedeným podnikatelem Emilem Sommerschuhem.
Politicky se za česká práva angažovala v květnu 1917, když připojila svůj podpis pod tzv. Projev českého spisovatelstva (též Manifest českých spisovatelů).
Působila i jako filmová teoretička a kritička. Své články z těchto oborů v letech 1919–1920 uveřejňovala v časopise Československý film.

## Dílo

### Divadlo
- 1915 – Hřích paní Hýrové (dramatizace, režie; předloha: Václav Štech: Hřích paní Hýrové) – Praha, Urania
- 1915 – Josef Kajetán Tyl: Děvče z předměstí aneb Všecko přijde najevo (režie) – Praha, Lidové divadlo na Královských Vinohradech, v rámci „České činohry“
- 1915 – Antonie Fischerová: O lásku (režie) – Praha, Lidové divadlo na Královských Vinohradech, v rámci „České činohry“
- 1915 – Quido Maria Vyskočil: Lupičem z přinucení (režie) – Praha, hotel Palace, v rámci „České činohry“
- 1915 – Ladislav Mattuš: Stará paní (režie) – Praha, hotel Palace, v rámci „České činohry“
- 1915/1916? – Babička (autorka?)
- 1915/1916? – Komedie (autorka?)
- 1916 – Požár továrny (autorka, režie) – Praha, Urania

### Filmografie

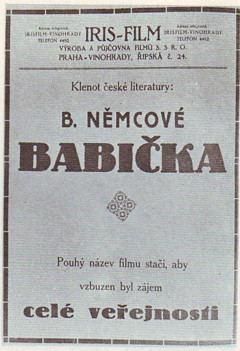
Plakát filmu Babička

Odborníci poukazují na technické nedostatky filmového díla Tey Červenkové, ale současně konstatují, že adaptacemi klasických děl české literatury si kladla vyšší cíle.

#### Režie
- 1919 – Byl první máj
- 1919 – Zloděj (též role služebné)
- 1921 – Košile šťastného člověka
- 1921 – Babička (předloha: Božena Němcová – Babička)
- 1922 – Ty petřínské stráně (námět Jaroslav Kvapil, jiný název: Bludička, Pražská bohéma) – nedochováno
- 1923 – Paličova dcera (předloha: Josefa Kajetána Tyla – Paličova dcera)

#### Scénář
- 1918 – Lásko třikrát svatá (námět Jaro Kruis) – nedochováno
- 1919 – Ada se učí jezdit – nedochováno
- 1919 – Byl první máj
- 1921 – Babička (předloha: Božena Němcová – Babička)
- 1922 – Ty petřínské stráně (námět Jaroslav Kvapil, jiný název: Bludička, Pražská bohéma) – nedochováno
- 1923 – Paličova dcera (předloha: Josefa Kajetána Tyla – Paličova dcera)

#### Námět
- 1919 – Ada se učí jezdit – nedochováno
- 1919 – Zloděj (též role služebné)
- 1919 – Byl první máj
- 1921 – Košile šťastného člověka

#### Herečka
- 1919 – Zloděj – služebná

### Próza
- 1917 – Toulky moravským Slovenskem : dojmy, nálady a vzpomínky (Grosman a Svoboda, Praha, 79 s.)